# Theodore Sherman Palmer
Theodore Sherman Palmer (Oakland, 26 de janeiro de 1868 – Washington, D.C., 24 de julho de 1955) foi um zoólogo estadunidense.
Palmer nasceu em Oakland, Califórnia, e estudou na Universidade da Califórnia. Ele era filho de Henry Austin e Jane Olivia (nascida Day) Palmer, e sua mãe era filha de Sherman Day, neta do presidente de Yale, Jeremiah Day, e bisneta do fundador americano Roger Sherman, o que significa que Palmer foi bisneto de Sherman.
Em 1889, ele ingressou na Divisão de Ornitologia e Mastozoologia Econômica do Departamento de Agricultura dos Estados Unidos sob o comando de Clinton Hart Merriam. Em 1891, ele foi membro da Expedição do Vale da Morte de 1891 e seu líder nos primeiros 3 meses. Ele foi Chefe Adjunto do Departamento de 1896 a 1902, e depois de 1910 a 1914. Ele se interessou pela legislação que afetava a vida selvagem, liderando um ramo da organização para lidar com ela de 1902 a 1910 e de 1914 a 1916. Ele escreveu o anteprojeto do tratado para proteção de aves migratórias entre o Canadá e os Estados Unidos (1916) e foi presidente do Comitê que preparou os primeiros regulamentos sob a Lei do Tratado de Aves Migratórias (1918). Ele se aposentou em 1933.
Palmer foi membro de cerca de 25 organizações científicas ou conservacionistas estadunidenses e quatro estrangeiras. Ele foi vice-presidente da Sociedade Americana de Mastozoologia entre 1928 e 1934; e co-fundador da National Audubon Society.
Palmer é comemorado nos nomes científicos de dois lagartos norte-americanos: Uta palmeri e Elgaria coerulea palmeri.